# Japan Open Tennis Championships 2018 - Qualificazioni singolare
Le qualificazioni del singolare del Japan Open Tennis Championships 2018 sono state un torneo di tennis preliminare per accedere alla fase finale della manifestazione. I vincitori dell'ultimo turno sono entrati di diritto nel tabellone principale. In caso di ritiro di uno o più giocatori aventi diritto a questi sono subentrati i lucky loser, ossia i giocatori che hanno perso nell'ultimo turno ma che avevano una classifica più alta rispetto agli altri partecipanti che avevano comunque perso nel turno finale.

## Teste di serie
1. Daniil Medvedev (qualificato)
2. Martin Kližan (qualificato)
3. Denis Kudla (qualificato)
4. Mackenzie McDonald (primo turno)

1. Marius Copil (primo turno)
2. Bradley Klahn (ultimo turno)
3. Hubert Hurkacz (primo turno)
4. Tim Smyczek (primo turno)

## Qualificati
1. Daniil Medvedev
2. Martin Kližan

1. Denis Kudla
2. Yosuke Watanuki

## Tabellone

### Legenda
| - Q = Qualificato - WC = Wild card - LL = Lucky loser | - ALT = Alternate - SE = Special Exempt - PR = Protected Ranking | - w/o = Walkover - r = Ritirato - d = Squalificato |

### Sezione 1
|  | Primo turno | Primo turno     | Primo turno     | Primo turno | Primo turno |  |  | Ultimo turno | Ultimo turno    | Ultimo turno | Ultimo turno | Ultimo turno |  |
|  |             |                 |                 |             |             |  |  |              |                 |              |              |              |  |
|  | 1           | Daniil Medvedev | Daniil Medvedev | 6           | 6           |  |  |              |                 |              |              |              |  |
|  | Alt         | Hiroki Moriya   | Hiroki Moriya   | 3           | 3           |  |  | 1            | Daniil Medvedev | 64           | 6            | 6            |  |
|  | PR          | Jahor Herasimaŭ | Jahor Herasimaŭ | 6           | 6           |  |  | PR           | Jahor Herasimaŭ | 7            | 3            | 3            |  |
|  | 5           | Marius Copil    | Marius Copil    | 4           | 3           |  |  |              |                 |              |              |              |  |

### Sezione 2
|  | Primo turno | Primo turno          | Primo turno          | Primo turno | Primo turno |  |  | Ultimo turno | Ultimo turno  | Ultimo turno  | Ultimo turno | Ultimo turno |  |
|  |             |                      |                      |             |             |  |  |              |               |               |              |              |  |
|  | 2           | Martin Kližan        | Martin Kližan        | 6           | 6           |  |  |              |               |               |              |              |  |
|  |             | Prajnesh Gunneswaran | Prajnesh Gunneswaran | 4           | 2           |  |  | 2            | Martin Kližan | Martin Kližan | 6            | 6            |  |
|  |             | Ruben Bemelmans      | 6                    | 3           | 64          |  |  | 6            | Bradley Klahn | Bradley Klahn | 3            | 4            |  |
|  | 6           | Bradley Klahn        | 2                    | 6           | 7           |  |  |              |               |               |              |              |  |

### Sezione 3
|  | Primo turno | Primo turno       | Primo turno       | Primo turno | Primo turno |  |  | Ultimo turno | Ultimo turno      | Ultimo turno | Ultimo turno | Ultimo turno |  |
|  |             |                   |                   |             |             |  |  |              |                   |              |              |              |  |
|  | 3           | Denis Kudla       | 6                 | 3           | 6           |  |  |              |                   |              |              |              |  |
|  |             | Horacio Zeballos  | 2                 | 6           | 4           |  |  | 3            | Denis Kudla       | 6            | 1            | 6            |  |
|  | WC          | Yasutaka Uchiyama | Yasutaka Uchiyama | 6           | 6           |  |  | WC           | Yasutaka Uchiyama | 3            | 6            | 3            |  |
|  | 7           | Hubert Hurkacz    | Hubert Hurkacz    | 2           | 2           |  |  |              |                   |              |              |              |  |

### Sezione 4
|  | Primo turno | Primo turno        | Primo turno     | Primo turno | Primo turno |  |  | Ultimo turno | Ultimo turno    | Ultimo turno    | Ultimo turno | Ultimo turno |  |
|  |             |                    |                 |             |             |  |  |              |                 |                 |              |              |  |
|  | 4           | Mackenzie McDonald | 4               | 6           | 3           |  |  |              |                 |                 |              |              |  |
|  | WC          | Tatsuma Itō        | 6               | 1           | 6           |  |  | WC           | Tatsuma Itō     | Tatsuma Itō     | 2            | 4            |  |
|  | WC          | Yosuke Watanuki    | Yosuke Watanuki | 6           | 6           |  |  | WC           | Yosuke Watanuki | Yosuke Watanuki | 6            | 6            |  |
|  | 8           | Tim Smyczek        | Tim Smyczek     | 4           | 2           |  |  |              |                 |                 |              |              |  |